# Зелена (гміна)
Ґміна Зєльона — адміністративна субодиниця Надвірнянського повіту часів Станіславського воєводства і Крайсгауптманшафту Станіслав. Утворена 1 серпня 1934 року згідно з розпорядженням Міністерства внутрішніх справ РП від 21 липня 1934 за підписом міністра Мар'яна Зиндрама-Косьцялковського під час адміністративної реформи. Село Перерісль стало центром сільської ґміни Зєльона. Ґміна утворена з попередніх самоврядних сільських гмін Пасєчна і Зєльона.
У 1934 р. територія ґміни становила 557,87 км². Населення ґміни станом на 1931 рік становило 8 760 осіб. Налічувалось 1 726 житлових будинків.
Ґміна ліквідована 17 січня 1940 р. у зв’язку з включенням до Надвірнянського району. Ґміна була відновлена на час німецької окупації з липня 1941 р. до липня 1944 р.